# 라이브 스테이지 레인보우
《라이브 스테이지 레인보우》는 KBS 청주방송총국이 자체적으로 제작 · 방송하는 텔레비전 프로그램이다.

## 기획 의도
문화공연이 취약한 지역시청자들에게 늘 음악이 함께 할 수 있는 공감의 무대로 정착하고자 하는 음악 프로그램이다.

## 녹화 일시
매주 수요일 밤 8시 KBS청주방송총국 TV공개홀에서 녹화가 주로 이루어진다. (저녁 7시부터 입장)

## 방송 시간
이 프로그램은 주로 충청북도 지역에서 방송되었고, 전국 지역으로는 방송되지 않았다.
| 방송 채널   | 방송 기간                          | 방송 시간                           |
| ----------- | ---------------------------------- | ----------------------------------- |
| KBS청주 1TV | 2010년 5월 13일 ~ 2010년 12월 16일 | 매주 목요일 밤 11:30 ~ 12:20 (50분) |
| KBS청주 1TV | 2011년 1월 5일 ~ 2012년 9월 19일   | 매주 수요일 밤 11:40 ~ 12:25 (45분) |